# Kocsár László Tibor
Kocsár László Tibor (Nyíregyháza, 1924. július 7. – Budapest, 1988. augusztus 22.) magyar orvosbiológus, radiológus, radiofarmakológus.

## Élete
Szabolcs vármegyei gyökerű családban született, apja hentes és mészáros mester, később egyéni gazdálkodó volt. Még nem volt öt éves, amikor elvesztette édesanyját; apja később újra nősült. Egy vér szerinti húga, majd egy féltestvére született, utóbbi – Kocsár Miklós – zeneszerzőként vált ismertté. 1948. február 28-án kötött házasságot Guth Margittal, házasságuk bő egy évtized után válással végződött.
A Debreceni Református Kollégium Gimnáziumában érettségizett 1942-ben, majd a Debreceni Tudományegyetemen folytatta tanulmányait, ahol 1948-ban orvosdoktori oklevelet szerzett. Később laboratóriumi szakorvosi vizsgát is tett; 1967-ben megszerezte az orvostudományok kandidátusa, 1977-ben pedig az orvostudományok doktora fokozatot is.
Már egyetemi hallgatóként bekerült a Debreceni Tudományegyetem, majd a Debreceni Orvostudományi Egyetem Élettani és Általános Kórtani Intézetébe, mint Went István gyakornoka. Diplomázását követően ugyanott egyetemi tanársegédi kinevezést kapott, majd még abban az évben áthelyezték a Közegészségtani Intézetbe. 1951-től a Kórélettani Intézet tanársegédje, a következő évtől az évtized végéig pedig egyetemi adjunktusa lett; e minőségében ő szervezte meg 1957-ben, és vezette 1960-ig az intézet úgynevezett B-szintű izotóp laboratóriumát. 1957-ben rövid időt töltött a Stockholmi Egyetemen, ahol Hevesy György munkatársaként tevékenykedett.
1960-ban Budapestre került, ahol az akkori nevén Budapesti Orvostudományi Egyetem III. számú Belklinikáján lett a Koltói Klinikák Laboratóriumai tudományos munkatársa, egyúttal a Laboratóriumok vezetőhelyettese és az Izotóp Laboratórium vezetője (1960–1964). Ezt követően egy évig az Országos Frédéric Joliot-Curie Sugárbiológiai és Sugáregészségügyi Kutató Intézetben volt tudományos főmunkatárs, 1965–1977 között az Immunológiai Osztály, 1977–1982 között pedig az Izotópalkalmazási Osztály tudományos osztályvezetője. 1979-től az Orvostovábbképző Intézet címzetes egyetemi tanára is volt.
Kutatóként leginkább kórélettani-toxikológiai, radiobiológiai, -farmakológiai és -immunológiai problémákkal, ezeken belül is elsősorban az izotópok orvosi célú alkalmazásának lehetőségeivel foglalkozott. Új eredményeket ért el a radioizotópok fehérjekutatásban való alkalmazása, illetve a diagnosztikai célú radiofarmakonok kutatása és előállítása terén. Nevéhez fűződik az első magyarországi izotópos prosztatadiagnosztika kidolgozása.
Budapesten hunyt el, 1988. augusztus 22-én; temetése 1988. szeptember 8-án volt a Farkasréti temetőben.

## Társadalmi szerepvállalásai
- A Magyar Mikrobiológiai Társaság tagja (1948-tól)
- A Magyar Élettani Társaság tagja (1948-tól)
- A Magyar Biofizikai Társaság tagja
- Az Európai Sugárbiológiai Társaság tagja (1970-től)
- A Magyar Orvostudományi Nukleáris Társaság főtitkára (1971-től)
- A Magyar Immunológiai Társaság elnökségi tagja (1971-től)

## Elismerései
- Kiváló orvos (1976)
- Hevesy György-emlékérem (1982).

## Emlékezete
- Halála után kollégái létrehozták a Kocsár László-alapítványt, amelynek plakettjét (Kocsár László-emlékérem, 1990-től) és pénzjutalmát a Magyar Orvostudományi Nukleáris Társaság éves kongresszusán adják át egy-egy kutató, illetve asszisztens részére.

## Főbb művei
- Penicillin a chronicus otitisek és a radikális üregek gyógykezelésében. Jakabffy Imrével. (Acta Oto-Rhinologica, 1949)
- Adatok a privin pharmakológiájához. Szilágyi Tiborral. (Orvosi Hetilap, 1949. 22.)
- Új ozaena therápia. Jakabffy Imrével. (Orvosi Hetilap, 1951. 42.)
- Artézikút eredetű explosiv természetű typhusjárvány. Herpay Zs.-vel. (Népegészségügy, 1951)
- Az izonikotinsav hydrazid kiürülésének polarográfiás módszerrel történő tanulmányozása. Simon Miklóssal. (Orvosi Hetilap, 1953. 52.)
- Studies on Experimental Lead Poisoning. 1–3. Többekkel. (Acta Physiologia, 1954)
- Idegrendszer és immunitás. 1–2. Többekkel. (Kísérletes Orvostudomány, 1954)
- A máj vérkeringésébe juttatott adrenalin, noradrenalin, acetylcholin és histamin vérnyomás hatása. Kesztyűs Loránddal és Szilágyi Tiborral. (Kísérletes Orvostudomány, 1955; angolul is: Acta Physiologica, 1955)
- Vagus-pneumoniás tüdők víz- és sótartalma. Többekkel. (Kísérletes Orvostudomány, 1955; angolul is: Acta Physiologica, 1955)
- Hypothermia hatása az anaphylaxiás sokkra. Gyulai F.-fel és Szilágyi Tiborral. (Kísérletes Orvostudomány, 1955; angolul is: Acta Physiologica, 1955)
- Helyi érzéstelenítés hatása a vércukorszintre és ennek hatása a helyi érzéstelenítés során észlelt rosszullétre. Sárkány Ilonával. (Fogorvosi Szemle, 1955)
- Helyi érzéstelenítők hatása sympathicus-sértett kutyák vérnyomására. Sárkány Ilonával. (Orvosi Hetilap, 1955. 44.)
- Az atebrin antihistaminszerű hatásának vizsgálata. Nagy Endrével. (Bőrgyógyászati és Venerológiai Szemle, 1956)
- A pleurális nyirokkeringés izotópos vizsgálata. Kertész Lászlóval és Végh Lajossal. (Orvosi Hetilap, 1956. 34.; angolul: Isotopic Studies of the Pleural Lymphatic Circulation. Acta Medica, 1957)
- A kobaltion hatása az adrenalin reakcióira. Szatai Imrével. (Kísérletes Orvostudomány, 1957)
- A phenothiazinok hatása a méh motilitására, acetylcholin, histamin és oxytocin érzékenységére. Zsugyelik Bélával. (Orvosi Hetilap, 1957. 31.)
- Sevenal hatása a tengerimalac anaphylaxiára. (Kísérletes Orvostudomány, 1958)
- A máj nyirokkeringésének izotópos vizsgálata szervi shockban. Kertész Lászlóval és Végh Lajossal. (Kísérletes Orvostudomány, 1959)
- Szájüregi echinococcus. Nyúl Lajossal. (Fogorvosi Szemle, 1960)
- Chromovalbumin előállítása és antigén tulajdonságai. Többekkel. (Kísérletes Orvostudomány, 1960)
- Az Andaxin – Meprobamate – hatása a vázizomzat foszforiláz aktivitására. Kajtor Ferenccel és Veress Olíviával. (Ideggyógyászati Szemle, 1960)
- Chlorpomazin hatása a vasfelszívódásra per os adott radioaktív vas izotóp alkalmazása esetén. Fülöp Tiborral és Nagy Judittal. (Orvosi Hetilap, 1960. 36.)
- In memoriam Hevesy György. (Orvosi Hetilap, 1961)
- Zsírembólia és a sérülés helyéről történő zsírresortpio. Serényi Pállal és Szabó Györggyel. (Orvosi Hetilap, 1963. 50.; angolul: Fat Embolism. Fat Absorption from the Site of Injury. Surgery, 1963)
- Oxydative Phosphorilation in Aortic Homogenates. Wollemann Máriával. (Journal of Atherosclerosis Research, 1964)
- Vizsgálatok a haemoglobinuria mechanizmusáról: a haemoglobin molekulák megjelenése a nyirokban és a vizeletben. (MTA V. Osztálya Közleményei, 1965)
- Passage of Haemoglobin into Urine and Lymph. Magyar S.-sel és Szabó G.-vel. (Acta Medica, 1965)
- A thymus részvétele a mucopolysaccharida anyagcserében. Többekkel. (Acta Biologica, 1965)
- Radioizotópok alkalmazása a fehérjekutatás néhány területén. Kandidátusi értekezés (Bp., 1967)
- Galvánáram hatása a radioaktív kalcium és kén csontba történő beépülésére. Többekkel. (Orvosi Hetilap, 1967. 18.)
- 131I-vel jelzett albumin makroaggregát előállítása és alkalmazásának jelentősége. Kutas Verával. (Atomtechnikai Tájékoztató, 1968)
- Profilaktikusan alkalmazott gamma-globulin hatásmechanizmusának vizsgálata. Többekkel. (Orvosi Hetilap, 1968. 49.)
- Persistence of Human Gamma-Globulin in Animals. Többekkel. (Acta Microbiologica, 1969)
- A tüdő-scanről. Többekkel. (Atomtechnikai Tájékoztató, 1969)
- A radioimmunassay elve és módszertani lehetőségei. (Izotóptechnika, 1971)
- A nukleáris medicina helyzete és problémái hazánkban. Többekkel. (Magyar Radiológia, 1972)
- Steroid Hormone Determination on the Basis of Radioimmunassay. (Acta Medica, 1972)
- Gyors módszer radioaktív részecskék biológiai ellenőrzésére. Krasznai Istvánnal és Kutas Verával. (Izotóptechnika, 1972)
- Aquaeductus-elzáródás és subarachnoidalis liquorblock együttes előfordulása. Többekkel. (Ideggyógyászati Szemle, 1972)
- Radioimmune Reactions in vitro Radioimmunassay. A New Diagnostic Tool in Allergology. Merétey Katalinnal. (Immunological Aspects of Allergy and Allergic Diseases. Bp., 1973)
- A Gordox jódizotóppal való jelzése és biológiai tulajdonságai. Többekkel.
- Tapasztalatok a radioimmunassay módszerek beállításáról. Földes Jánossal és Merétey Katalinnal. (Izotóptechnika, 1973)
- Isotope Scanning of Prostate. Többekkel. (Lancet, 1973)
- Recent Data on the Mechanism of Action of Oestrogen Applied in the Therapy of Prostatic Tumour Patients. Többekkel. (Urology, 1973)
- The Localization of the Newly Formed Thrombus by 125I-Fibrinogen in the Legs of Cardiac Patients. Többekkel. (Cardiologia Hungarica, 1973)
- Kísérletes acut peritonitis – szeptikus shock – kivédése detoxifikált endotoxin előkezeléssel. Balogh Á.-val és Bertók Loránddal. (Kísérletes Orvostudomány, 1973)
- A prosztata scintigraphiás vizsgálata. Többekkel. (Orvosi Hetilap, 1973. 29.)
- Emberi szérumok IgE-szintjének meghatározása radioimmunológiai módszerekkel. Többekkel. (Tuberkulózis és Tüdőbetegségek, 1974)
- Prosztaglandinok izotópos jelzése radiojóddal és a jódozott származékok biológiai tulajdonságai. Többekkel. (Izotóptechnika, 1974)
- Terheléses vizsgálatok thyreotrophormon kiáramlását fokozó hormonnal – TRH. Többekkel. (Orvosi Hetilap, 1974. 36.)
- Nőgyógyászati daganatok scintigraphiás lehetősége jelzett oestrogennel. Többekkel. (Orvosi Hetilap, 1974. 52.; angolul: Perspectives in Scintigraphic Detection of Gynecologic Tumors Using Labelled Estrogen. Neoplasma, 1975)
- Izotópok a biológiában. (A biológia aktuális problémái. Bp., 1976)
- Új radiopharmaconok előállítása és humán-diagnosticai alkalmazása. Doktori értekezés (Bp., 1976)
- Szalay Sándor szerepe a hazai kísérletes orvostudomány fejlődésében. (Magyar Fizikai Folyóirat, 1979)
- Egészséges terhesek vasháztartásának vizsgálata szérumferritin szintjük immunradiometriás meghatározása útján. Többekkel. (Orvosi Hetilap, 1981. 12.)
- A szérum myoglobin-szint klinikai jelentősége. Egyszerű módszer humán myoglobin előállítására. Többekkel. (Kísérletes Orvostudomány, 1983)
- Szérum konjugált kenodeoxikol savtartalmának meghatározása radioimmunassay módszerrel. Többekkel. (Kísérletes Orvostudomány, 1984)
- Radiofarmakonok. Az in vitro vizsgálatok elvi és metodikai alapjai. Pál Imrével. (Aesculap. Orvosi izotóptechnika. Szerk. Györgyi Sándor és Krasznai István. Bp., 1985)
- A szérum epesavak vizsgálatának jelentősége krónikus májbetegségekben. Többekkel. (Orvosi Hetilap, 1986. 13.).